# Вороний Брід
Ворони́й Брід (рос. Вороной Брод, рідше Вороний Брод), Галицька річка, Горя́тінка — річка в Росії, в Красногорському районі Московської області, ліва притока Москви-ріки. Довжина — 6-7 км.

## Опис
Річка починається на захід від мікрорайону Опалиха міста Красногорська (оз. Лісне), у 1 км на північний схід від витоку р. Липки. Далі вузький струмок тече на південний схід, проходить під полотном Московсько-Ризької залізниці, Новоризьким шосе. У верхній течії він також відомий як Сніжний струмок. За Новоризьким шосе він приймає зліва притоку з Воронківських ставків, тече в місцевості Горятіно, де утворює Горятінський ставок, що був частиною пейзажного парку садиби Архангельське. Пройшовши під Ільїнським шосе, Вороний Брід на території санаторію «Архангельське» утворює ще один ставок, і через його греблю впадає в невелику затоку стариці Москви-ріки навпроти Лохіна острова.
Має кілька дрібних приток. Найбільша з них впадає зліва, витікає зі ставків, розташованих біля сільця Воронки. У нижній ставок з півночі впадає досить довга річка Праслиха (у деяких джерелах паралельно наводиться назва Снежный овраг), а з північного сходу через верхній — безіменний струмок. У ста метрах нижче впадіння протоки з Воронківських ставків у Вороний Брід впадає невелика права притока завдовжки 1,5 км. Біля місця злиття потоків (всі три можуть йменуватися «Вороним Бродом») виявлено городище ранньозалізної доби.